# 아이언브루

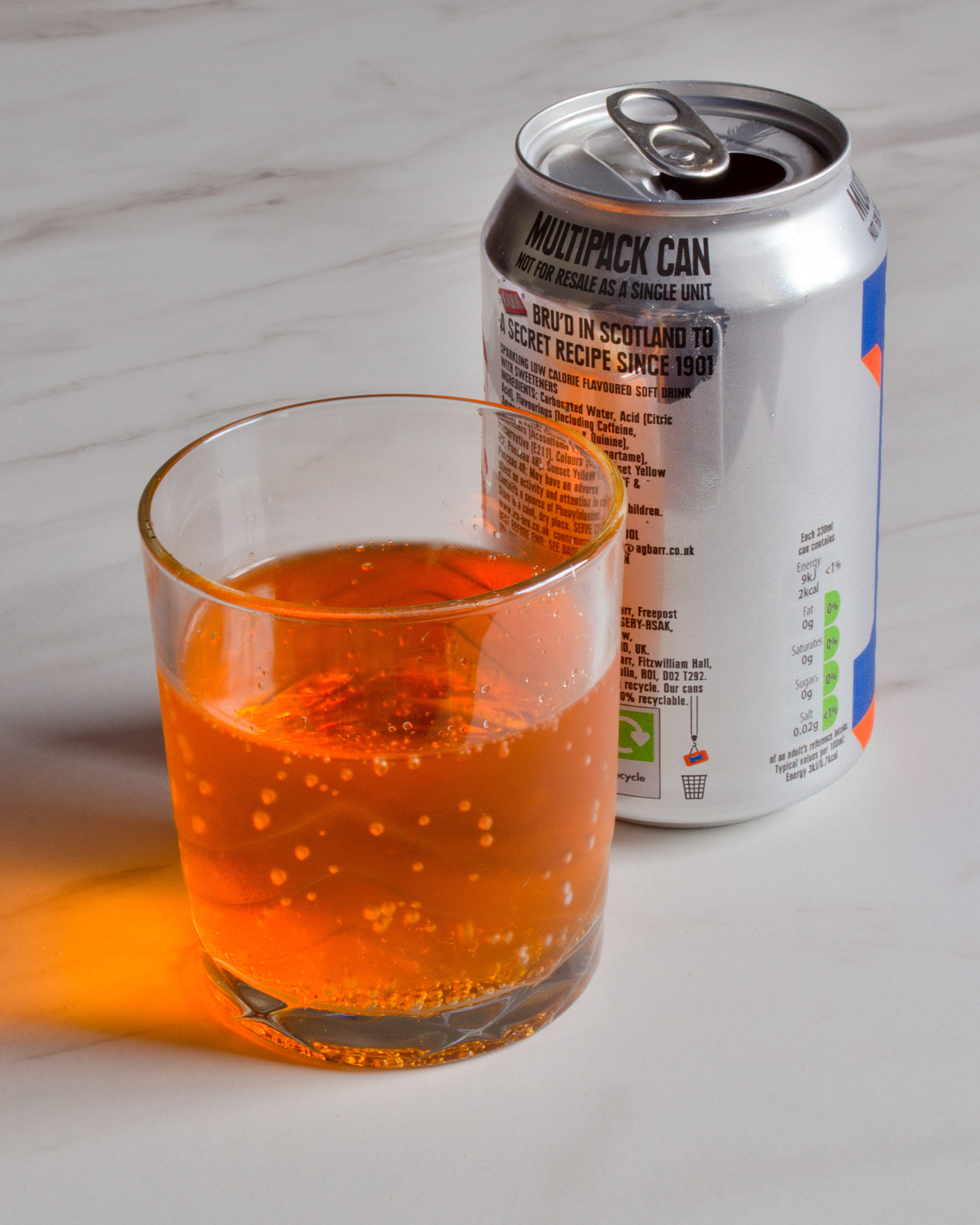
유리에 담긴 무가탕 아이언브루

아이언브루(Irn-Bru, /ˌaɪərn ˈbruː/)는 스코틀랜드의 탄산 청량 음료로, 종종 "스코틀랜드의 다른 국민 음료"('스카치 위스키'라는 이름을 따라)로 설명된다. 1901년에 소개된 이 음료는 글래스고의 A.G. Barr가 노스래너크셔의 컴버널드 웨스트필드에서 생산했다. 아이언브루는 영국 전역에서 판매될 뿐만 아니라 전 세계적으로 판매되며 일반적으로 스코틀랜드 사람들이 많이 거주하는 곳에서 구입할 수 있다. 브랜드에는 자체 타르탄도 있다. 코카콜라와 같은 글로벌 브랜드와 직접 경쟁하면서 100년 넘게 스코틀랜드에서 가장 많이 팔린 청량음료였다.
원래 아이언브루로 판매되었던 음료 제조업체인 A.G 바(A.G Barr)는 제품 마케팅이 "문자 그대로 진실"이어야 한다고 규정한 법률이 변경된 후 1946년에 음료의 이름을 변경해야 했다. 음료에 철분이 많이 포함되어 있지도 않고 양조도 하지 않았기 때문에 회사는 현재 사용하는 '아이언브루'로 이름을 바꾸게 되었다. 아이언브루는 오랫동안 스코틀랜드에서 가장 인기 있는 청량 음료였으며 코카콜라, 펩시, 환타와 같은 경쟁사를 꾸준히 제치고 스코틀랜드 전역에서 초당 20캔을 판매하는 것으로 알려졌다. 아이언브루는 네덜란드, 스페인, 벨기에, 몰타, 아프리카 대륙의 특정 국가, 중동 및 북미와 같은 국가를 포함한 다양한 국제 식품 및 음료 시장에서 판매된다.